# Patrick Colquhoun
Patrick Colquhoun, né à Dumbarton le 14 mars 1745 et mort à Londres le 25 avril 1820, est un marchand écossais, statisticien et magistrat. Il est considéré comme le fondateur de la première force de police régulière en Angleterre.

## Biographie
Orphelin à 16 ans, il est envoyé en Virginie puis revient en Écosse en 1766. Il fonde alors à Glasgow une importante maison de commerce.
Il développe avec les Pays-Bas des liens considérables pour les entreprises d’Écosse et de Manchester. En 1789, il transfère sa résidence à Londres et y devient agent diplomatique des villes hanséatiques. En 1792, il est nommé responsable de la police judiciaire de l'East End. Il créa la première « police de prévention » privée d’Angleterre pour empêcher les travailleurs des docks d’arrondir leurs maigres salaires avec de la marchandise volée.
Financé par les marchands et planteurs de l'Inde occidentale en 1798, Colquhoun créa le premier bureau de police. En 1800, le Parlement adopte le projet de loi sur la police maritime qui élargit et officialise la police en tant que cadre centralisé, armé et en uniforme de l'État. Ses traités sur la police ont inspiré la fondation de la police à Dublin, Sydney et New York.

## Pensée morale

### Indigence et inégalités
Colquhoun est le fondateur de trois maisons pour la distribution de soupes aux indigents et d'une école pour les pauvres à Westminster. Sa vision de la classe ouvrière mêle considérations morale et économique :
« La pauvreté est l’état et la condition sociale de l’individu qui n’a pas de force de travail en réserve ou, en d’autres termes, pas de biens ou de moyens de subsistance autres que ceux procurés par l’exercice constant du travail dans les différentes occupations de la vie. La pauvreté est donc l’ingrédient le plus nécessaire et indispensable de la société, sans lequel les nations et les communautés ne pourraient exister dans l’état de civilisation. C’est le destin de l’homme. C’est la source de la richesse, car sans pauvreté, il ne pourrait y avoir de travail ; et il ne pourrait donc y avoir de biens, de raffinements, de conforts, et de bénéfices pour les riches. » 
La science morale et politique de Colquhoun a pour fondement que « la richesse naît de l'inégalité ». C'est pour maintenir cette inégalité tout en évitant les troubles liés à l'oisiveté - c'est-à-dire au refus d'accepter l'exploitation - que Colquhoun a proposé la création d'une force de police chargée d'« assainir les rapports de classe ».

### Répression
L'historien Peter Linebaugh présente une facette plus sombre de Colquhoun. Il montre que celui-ci a sciemment mis en place des formes de répression violentes afin de servir les intérêts de la classe des propriétaires et industriels. Le régime capitaliste avait besoin d'une sous-classe laborieuse asservie aux salaires de subsistance pour maximiser ses profits. À la suite du mouvement des enclosures (The Inclosure Acts), les travailleurs de plus en plus désespérés étaient redoutés par ces classes supérieures. Le rôle de Colquhoun fut de maximiser les profits du capital en Angleterre en mettant en place diverses formes de répression : il criminalisa les droits coutumiers, dirigea la pendaison de petits voleurs et organisa la surveillance politique par des espions et des mouchards de ceux qui s'opposaient à l'esclavage.

## Œuvres
On lui doit des écrits sur le commerce et sur l'instruction de la classe ouvrière ainsi que :
- Traité de la police de Londres, 1796
- Traité de la population, de la puissance et des ressources de l'empire britannique, 1814